# Arhiducesa Maria de Austria (1531–1581)
Arhiducesa Maria de Austria (15 mai 1531 – 11 decembrie 1581) a fost fiica împăratului Ferdinand I și a soției acestuia, Anna Iagello.

## Biografie
La 18 iulie 1546, Arhiducesa Maria s-a căsătorit cu Wilhelm, Duce de Jülich-Cleves-Berg ca a doua soție a acestuia și au avut următorii copii:
1. Maria Eleonora (25 iunie 1550 – 1608) căsătorită cu Albert Frederic, Duce de Prussia
2. Anna (1 martie 1552 – 6 octombrie 1632) căsătorită cu Philip Louis, Conte Palatin de Neuburg.
3. Magdalene (2 noiembrie 1553 – 30 iulie 1633) căsătorită cu Ioan I, Conte Palatin de Zweibrücken, fratele lui Philip Louis, Conte Palatin de Neuburg.
4. Karl Friedrich (1555–75)
5. Elizabeth (1556–61)
6. Sibylle Arhivat în 19 decembrie 2006, la Wayback Machine. (1557–1627) căsătorită cu Karl II de Habsburg (1560–1618), care era fiu morganatic al lui Ferdinand al II-lea, Arhiduce de Austria
7. Johann Wilhelm (28 mai 1562 – 25 martie 1609), episcop de Münster, Conte de Altena, Duce de Jülich-Cleves-Berg; căsătorit prima dată în 1585 cu Jakobea de Baden (1558–97), fiica lui Philibert, Margraf de Baden-Baden; a doua oară în 1599 cu Antonia de Lorena (1568–1610), fiica lui Carol al III-lea, Duce de Lorena.